# Saint-Benin
Saint-Benin – miejscowość i gmina we Francji, w regionie Hauts-de-France, w departamencie Nord.
Według danych na rok 1990 gminę zamieszkiwało 366 osób, a gęstość zaludnienia wynosiła 79 osób/km² (wśród 1549 gmin regionu Nord-Pas-de-Calais Saint-Benin plasuje się na 875. miejscu pod względem liczby ludności, natomiast pod względem powierzchni na miejscu 713.).